# Bill Green (Politiker)

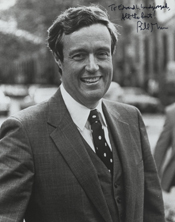
Bill Green

Sedgwick William „Bill“ Green (* 16. Oktober 1929 in New York City; † 14. Oktober 2002 ebenda) war ein US-amerikanischer Politiker. Zwischen 1978 und 1993 vertrat er den Bundesstaat New York im US-Repräsentantenhaus.

## Werdegang
Im Jahr 1946 absolvierte Bill Green die Horace Mann High School in Riverdale. Danach studierte er bis 1950 an der Harvard University. Nach einem anschließenden Jurastudium an der gleichen Universität und seiner 1953 erfolgten Zulassung als Rechtsanwalt begann er ab 1955 in diesem Beruf zu arbeiten. Zwischen 1953 und 1955 diente er in der United States Army. In den Jahren 1955 und 1956 war er juristischer Assistent von Bundesrichter George Thomas Washington am Bundesberufungsgericht im District of Columbia. Von 1961 bis 1964 war Green Berater des Ausschusses New York Joint Legislative Committee on Housing and Urban Development. Politisch schloss er sich der Republikanischen Partei an. Zwischen 1965 und 1968 saß er als Abgeordneter in der New York State Assembly. Von 1970 bis 1977 war er regionaler Leiter (Regional Administrator) des Bundesbauministeriums.
Nach dem Rücktritt des Abgeordneten Ed Koch, der zum Bürgermeister von New York gewählt worden war, wurde Green bei der fälligen Nachwahl für den 18. Sitz seines Staates als dessen Nachfolger in das US-Repräsentantenhaus in Washington, D.C. gewählt, wo er am 14. Februar 1978 sein neues Mandat antrat. Nach sieben Wiederwahlen konnte er bis zum 3. Januar 1993 im Kongress verbleiben. Im Jahr 1992 wurde er nicht erneut bestätigt. Zwei Jahre später bewarb er sich erfolglos um die Nominierung seiner Partei für die anstehenden Gouverneurswahlen im Staat New York. Bill Green starb am 14. Oktober 2002 an Leberkrebs.